# Antonio Cuadri
Antonio Cuadri (Trigueros, Huelva, 1960) es un guionista y director de cine y televisión español.

## Formación
Estudió el Bachillerato Elemental y Superior en los claretianosde Sevilla. Diplomado en la Escuela de Cine Centro Vida de Sevilla en 1976. Entre los años 1977 y 1982 cursó estudios de cine y televisión en la Facultad de Ciencias de la Información de la Universidad Complutense de Madrid, periodo en el que rodó sus primeros cortometrajes de ficción en super 8 tras crear en Sevilla el Colectivo Cinematográfico El Bodrio junto a sus amigos Antonio Real, Jaime Álvarez, Luis Manuel Carmona, Aurelio Domínguez, Rafael Lora y Pepe Castaño entre otros, por lo que recibió premios en algunos certámenes cinematográficos españoles. En 1983 comienza a trabajar en Sevilla como realizador, productor y guionista; y sus trabajos fueron emitidos en TVE (Centro Regional de Andalucía) y posteriormente en Canal Sur Televisión. Es en esta cadena donde desarrolla y dirige series documentales, informativos y magazines. A la vez, en estos años, lleva a cabo trabajos docentes como profesor de audiovisuales en "La Cátedra Ambulante de Historia y Técnica del Cine", de la Fundación Luis Cernuda de la Diputación de Sevilla. Así mismo lleva a cabo trabajos audiovisuales como realizador de vídeos institucionales y publicitarios y escribe y produce algunos trabajos de jóvenes directores andaluces.

## Trayectoria profesional
En mayo de 1989 se traslada e instala en Madrid donde prosigue su carrera profesional y donde lleva a cabo labores como guionista, director y realizador de programas y series de televisión, adaptación y desarrollo de proyectos televisivos, así como spots publicitarios. Desde 1989 hasta 1993 trabajó en exclusiva, como director-realizador, guionista y desarrollo de proyectos, para las compañías el grupo de empresas Rewiew, Video-Report y Tri-Pictures. Desde 1993 y 1994 en Tesauro. Desde 1995 hasta 1997 en Sogecable Canal+ como director-realizador y coordinador de realización donde sus programas Lo + Plus y Las noticias del guiñol recibieron excelentes críticas y fueron galardonados con diversos premios. Desde 1997 hasta 2001, trabaja en exclusiva igualmente para Bocaboca Producciones, como guionista, director y coordinador de imagen de la productora. En estos años, para Tele 5 crea la serie juvenil Al salir de clase siendo el responsable de la creación de la serie, de la elección del casting inicial y de la dirección de los episodios de las primeras temporadas. También colaboró en la creación de la serie de Antena 3 Desesperado Club Social. 
En 1999 dirige su primer telefilme para la FORTA , Clara, y en 2000 su primer largometraje para la gran pantalla: La gran vida, en el que dirigió a actores como Salma Hayek o Carmelo Gómez. Entre el año 2001 y 2006 simultanea la dirección de largometrajes como Eres mi héroe por el que recibe el premio como mejor director en el festival de Cine de Peñíscola en 2004 o La buena voz con la dirección de capítulos de series como Abogados o Manolito Gafotas. En el 10 de abril de 2007 estrena en Minas de Riotinto su film más ambicioso El corazón de la tierra, con un reparto internacional y basado en la novela homónima del también onubense Juan Cobos Wilkins, que obtuvo el premio a la mejor película en el Los Ángeles Latino International Film Festival (LALIFF). 
Entre 2008 y 2010 trabaja como director en series del Grupo Ganga Producciones, firmando seis episodios de la serie Cuéntame cómo pasó de TVE. En 2011 dirige la tv movie para Canal Sur y la Televisión Gallega Lo que ha llovido y en 2012 realiza para Radio María el cortometraje Hay mucha gente buena como reconocimiento al voluntariado de esta emisora en todo el mundo. 
En 2013 dirige un largometraje experimental sobre el mundo del teatroThomas vive. En 2015 adapta junto a Claudio Crespo la novela de Marta Rivera de la Cruz Hotel Almirante y dirige la miniserie Hotel Almirante. En 2016 lleva a cabo, también junto a Claudio Crespo, la creación de la serie de televisión  Entreolivos y en 2017 dirige el largometraje Operación Concha. Ha trabajado como director de algunos de los capítulos de la serie Fugitiva , protagonizada por Paz Vega para TVE-1.
En 2019 dirigió la película Corazón Ardiente, sobre el Sagrado Corazón de Jesús, de Goya Producciones, en la que participa María Vallejo-Nágera.
En 2022 dirige el largometraje Si todas las puertas se cierran, en el que intervienen Alexandra Ansidei, Roberto Álvarez, Toyemi, Paula Iglesias, Pastora Vega, Ruth Gabriel y Carlos Iglesias entre otros.

## Reconocimientos y premios
Alguno de los galardones obtenidos por Antonio Cuadri:
"Lo + Plus" Premio Ondas al Programa más innovador de televisión 1996
"Las noticias del Guiñol" "Premio Ondas " al mejor programa de entretenimiento 1997.
Premio de la "Academia de las Ciencias y las Artes de Televisión de España" en 1998 y 2000.
"Al salir de clase" Premio Ondas a la mejor serie de ficción en 2001.
"Desesperado Club-Social" Premio Ondas al mejor magazine juvenil 2001.
"Eres mi héroe" Premio del Jurado como Mejor Director del 15º "Festival Internacional de Cine de Comedia de Peñíscola" en 2003.
Película igualmente seleccionada para la Sección Oficial del "Festival Internacional de Cine de Montreal" en 2003.
En el Festival Internacional de Cine de Fort Lauderdale, de Florida, fue galardonada como “Mejor estreno en los EEUU” y “Mejor actor joven” a su protagonista" Manuel Lozano" en(2003).
Clausura 16 Festival de Cine Latino de Chicago(2004)
Semana Internacional de Cine New York 2005
Semana de Cine Español en la Cinemateca Rumana  (Instituto Cervantes) 2007
"La buena voz" Seleccionada para el Festival Internacional de Cine de Montreal 2006.
Seleccinada para el "Festival Internacional de Cine de Miami" en 2006.
Festival de Cine Gay y Lésbico de San Diego 2006.
Muestra Internacional de Cine Gay de Valladolid 2006. Festival Internacional de Cine Latino de Los Ángeles 2007.
"El corazón de la tierra" Sesión de Clausura en el Festival Internacional de Miami(2007)
Sección Oficial Festival Internacional de Cine de Roma 2007
Premio del Jurado como Mejor Película Festival Internacional de Cine Latino de Los Ángeles 2007.
Sección Oficial Festival de Cine de EL Cairo (2008)
"Cuéntame como pasó" Premio mejor director de la Academia de la Tv de España años 2008 y 2009.
"Hay mucha gente buena" Premio Mirabile Dictu. International Catholic Film Festival (Ciudad del Vaticano 2012)

Premio SIGNIS ESPAÑA MEJOR PELÍCULA - XII FESTIVAL INTERNACIONAL DE CINE EDUCATIVO Y ESPIRITUAL DE CIUDAD RODRIGO 2023 "Si todas las puertas se cierran"
Mejor Dirección "Si todas las puertas se cierran" VII FESTIVAL DE CINE NO VISTO DE LINARES 2023
Mejor Banda Sonora "Si todas las puertas se cierran" VII FESTIVAL DE CINE NO VISTO DE LINARES 2023
Mejor Edición "Si todas las puertas se cierran" VII FESTIVAL DE CINE NO VISTO DE LINARES 2023
Mejor Actriz "Si todas las puertas se cierran" XI FESTIVAL INTERNACIONAL DE CINE DE CALZADA DE CALATRAVA 2023

## Otros galardones
“Uva cultural” de la cadena SER (Huelva) por "Eres mi héroe" en 2003
“Diploma de la Ciudad de Huelva” del Excmo. Ayuntamiento de Huelva por "El corazón de la tierra" en 2007. 
Premio Provincial de Huelva de la Junta de Andalucía por su contribución Cultural con  “El corazón de la tierra”, 2007.
“Uva Universal” de la cadena SER y diario Odiel de Huelva por “El corazón de la tierra”, 2007. 
“Onubense del año” del diario Huelva Información por “El corazón de la tierra”, 2007. 
Premio “Homenaje de Honor” del Festival de Cine de Islantilla (Huelva) por "El corazón de la tierra", 2008

## Filmografía
| Año       | Película - Serie |
| --------- | --- |
| 2024      | Te protegerán mis alas (Largometraje) (Coguionista y Director) EN PREPARACIÓN                                                                              |
| 2022      | Si todas las puertas se cierran (Largometraje) (Coguionista y Director)                                                                                    |
| 2022      | Ahora Tú (Wassap-serie) (Coguionista y Director) |
| 2019      | Corazón Ardiente (Largometraje) (Director segmento de ficción)                                                                                             |
| 2018      | Fugitiva Serie ficción TVE - Netflix (Director 5 episodios)                                                                                                |
| 2017      | Operación Concha Largometraje (Coguionista y Director) |
| 2017      | Entreolivos Serie ficción Canal Sur tv - Claro Video (México) (Creador, co- guionista Director Primera Temporada)                                          |
| 2015      | El Barrio: Esencia Tve La 2 Concierto Teatro Real de Madrid (Director)                                                                                     |
| 2015      | ¿Y si fueras tú? Promocional Comedores Sociales(Director)                                                                                                  |
| 2015      | Hotel Almirante Miniserie Televisión de Galicia (Director y coguionista)                                                                                   |
| 2015      | The Blame Game (Video-clips para "Adam Worth" ( Guionista y Director)                                                                                      |
| 2013      | Thomas vive (Largometraje) (Director y coguionista) |
| 2012      | Hay mucha gente buena (Cortometraje para Radio María) (Director y coguionista)                                                                             |
| 2011      | Lo que ha llovido (Tv. movie para Canal Sur Televisión y Televisión de Galicia) (Director y coguionista)                                                   |
| 2010      | UCO Unidad central Operativa Serie de ficción (6 episodios TVE 1) (Director)                                                                               |
| 2010      | Ding-Dong, Ding-Dang (Video-clips para "The Rebels" ( Guionista y Director)                                                                                |
| 2010      | "El regreso" (Capítulo 199 de la serie Cuéntame cómo pasó de TVE) (Director)                                                                               |
| 2009      | "Una lección muy particular" (Capítulo 196 de la serie Cuéntame cómo pasó de TVE) (Director)                                                               |
| 2009      | "Los nombramientos siempre llegan en moto" (Capítulo 189 de la serie Cuéntame cómo pasó de TVE) (Director)                                                 |
| 2009      | "En las fiestas, paella" (Capítulo 185 de la serie Cuéntame cómo pasó de TVE) (Director)                                                                   |
| 2008      | "La mano en el fuego" (Capítulo 174 de la serie Cuéntame cómo pasó de TVE) (Director)                                                                      |
| 2008      | "Vender o no vender, esa es la cuestión" (Capítulo 172 de la serie Cuéntame cómo pasó de TVE) (Director)                                                   |
| 2007      | Dos semanas con Picasso (Documental para Cervantes TV) (Director)                                                                                          |
| 2007      | Open Graves Largometraje (Dirigida por Álvaro de Armiñán) (Productor)                                                                                      |
| 2007      | The Show must go on (Videoclip Musical para Innocence) (Director)                                                                                          |
| 2007      | El corazón de la tierra Largometraje (Director, productor y guionista)                                                                                     |
| 2006      | La buena voz Largometraje (Director) |
| 2005      | Un difunto, seis mujeres y un taller (Tv. movie para A3 TV) (Director y coguionista)                                                                       |
| 2004      | El latido de la tierra (Documental TV para FORTA) (Director y guionista)                                                                                   |
| 2004      | Manolito Gafotas (4 episodios de la serie de A3 TV) (Director)                                                                                             |
| 2003      | Eres mi héroe Largometraje (Director, productor y guionista)                                                                                               |
| 2000      | La gran vida Largometraje (Director) |
| 1999-2001 | Desesperado Club Social (Magazine Musical Juvenil TV) (Director, adaptación formato y casting)                                                             |
| 1999      | Un país maravilloso (6 Programas Concurso A3 TV) (Director y adaptación formato)(Director)                                                                 |
| 1999      | Clara (Tv movie para FORTA) (Director) |
| 1998      | Diario ABC Spot tv.Agencia 20 segundos.(Director) |
| 1998      | Lancôme Spot tv.Agencia 20 segundos.(Director) |
| 1998      | Navidad Perfumerías Conrrado Martín Spot tv.Agencia 20 segundos.(Director)                                                                                 |
| 1998      | Cadena Cope (Spot tv. Agencia "20 segundos") (Director) |
| 1997-2001 | Al salir de clase (125 episodios de la serie de Tele5) (Director, argumento, idea original y casting inicial)                                              |
| 1996      | Todos los hombres sois iguales (Programa especial de Navidad de la serie de Tele 5 TV) (Director y guionista)                                              |
| 1996      | El gusto es nuestro (Concierto para Canal Plus TV de Serrat, Ana Belén, Víctor Manuel y Miguel Ríos) (Realizador)                                          |
| 1995-1996 | Las noticias del guiñol y La semana del guiñol (Informativos satíricos para Canal Plus TV) (Director y realizador)                                         |
| 1995-1996 | Lo + Plus (250 programas del magazine para Canal Plus TV) (Codirector, realizador y creación-adaptación del formato)                                       |
| 1994      | Adivina quien miente esta noche (13 programas del concurso de TVE 1) (Director y guionista)                                                                |
| 1993      | Pasacalle (26 programas del concurso de Telemadrid) (Director y guionista)                                                                                 |
| 1993      | Gran Gala del Sorteo Millonario (Programa Especial para TVE 1) (Director y guionista)                                                                      |
| 1993      | Sotogrande (Vídeo comercial para Cubiertas y Mzov.) |
| 1992      | Sevilla entre dos Exposiciones (Documental para Tele-Expo Canal Sur TV) (Realizador y guionista)                                                           |
| 1992      | Del natural (Documental Dramatizado de 13 programas para Canal Sur TV) (Director y realizador)                                                             |
| 1992      | Especial Navidad Alfredo Krauss (Musical para TVE 2) (Realizador multicámara)                                                                              |
| 1991      | A pie por el Himalaya (Documental de 4 programas para ETB) (Director y guionista)                                                                          |
| 1991      | Madrid, un sueño evocador (Documental dramatizado de 13 programas para Telemadrid) (Director y realizador)                                                 |
| 1991      | Matiuska Russia (Documental histórico y turístico para Sky Com.(Director)                                                                                  |
| 1991      | Robin Hood, Príncipe de los Ladrones Vídeo promocional lanzamiento home-video para Tri-Pictures.(Realizador)                                               |
| 1990      | El talento andaluz (Documental dramatizado de 13 programas para Canal Sur TV) (Director y realizador)                                                      |
| 1990      | Greta Garbo (Vídeo promocional de su filmografía para home-video y televisión. Tripictures (Realizador)                                                    |
| 1989      | Fanzine (10 primeros programas de Magazine Musical para Canal Sur TV) (Director, realizador y creación de formato. Guionista: Juan Diego Fernández Rosado) |
| 1988      | Conventos Andaluces (10 primeros programas del Documental para Canal Sur TV) (Director y realizador)                                                       |
| 1987      | Curso de Ajedrez (13 programas didácticos Centro regional TVE en Andalucía) (Realizador)                                                                   |
| 1987      | Savia andaluza 13 programas musicales.Centro Regional TVE Andalucía (Realizador)                                                                           |
| 1987      | Teatro de Andaluces 13 programas Dramáticos. Centro Regional TVE Andalucía. (Realizador)                                                                   |
| 1987      | Las dos orillas (Dirigida por Juan Sebastián Bollaín) (Productor)                                                                                          |
| 1986      | Recuperar la Salud (5 publirreportajes para la Consejería de Salud y Consumo. Expansa.)(Director)                                                          |
| 1986      | La gorda de la lejía (Campaña de spots publicitarios para Televisión de Merlimsa (Productos tres sietes) (Director)                                        |
| 1986      | Para el Consumidor Andaluz (Tres publirreportajes para la Consejería de Salud y Consumo. Expansa)(Director)                                                |
| 1985      | La Reforma Sanitaria en Marcha (Trece publirreportajes para la Consejería de Salud y Consumo de la Junta de Andalucía. Expansa.) (Director)                |
| 1982      | La Torre en fiestas Visita a Sevilla del Papa Juan Pablo II. Obra Cultural de la Caja de Ahorros y Monte de Piedad de Sevilla. (Director)                  |
| 1985      | Madre in Japan (Dirigida por Francisco Perales) (Coguionista y Productor)                                                                                  |
| 1982      | Melodías de Broadway (Cortometraje S-8 45') (Director, productor y guionista)                                                                              |
| 1981      | ¿Estudias o trabajas...? (Cortometraje S-8 25') (Director, productor y guionista)                                                                          |
| 1979      | Aurelio, no quiero verte serio (Cortometraje S-8) (Director, productor y guionista)                                                                        |
| 1978      | Artículo de fondo (Cortometraje S-8 30') (Director, productor y guionista)                                                                                 |
| 1977      | Antoñito José se va a la mili (Cortometraje S-8 45') (Director, productor y guionista)                                                                     |